# Quentin Blake

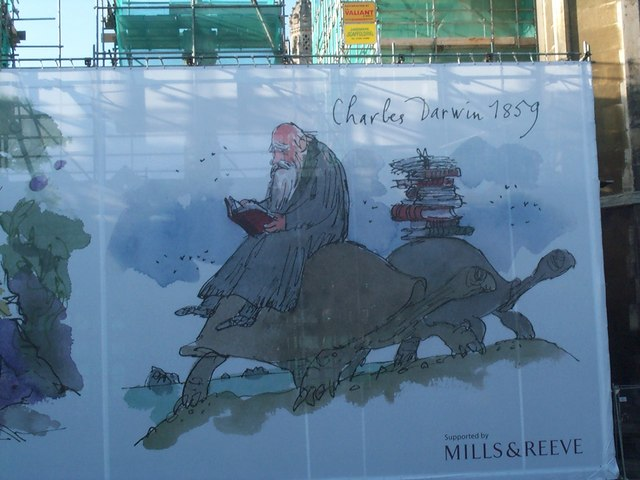
Blakes porträtt av Charles Darwin med galapagossköldpaddor, vid King's College i Cambridge.

Sir Quentin Saxby Blake, född 16 december 1932 i Sidcup, är en engelsk illustratör, barnboksförfattare och serieskapare. Blake har illustrerat över 300 böcker, däribland 18 titlar av Roald Dahl, ett stort antal egenförfattade böcker och den brittiska utgåvan av Nils-Olof Franzéns böcker om Agaton Sax.